# Asaphes californicus
Asaphes californicus är en stekelart som beskrevs av Girault 1917. Asaphes californicus ingår i släktet Asaphes och familjen puppglanssteklar. Inga underarter finns listade.